# مركز دراسة حقوق الإنسان في الأمريكتين
مركز دراسة حقوق الإنسان في الأمريكتين (CSHRA، «مجموعة دافيس») هو مركز جامعي لحقوق الإنسان يقع في جامعة كاليفورنيا، دافيس. تأسس موقعه في 2005 واستمر العمل به حتى 2013، ويذكر موقعه على الإنترنت أنه كان «مبادرة أكاديمية للدراسة الشاملة لحقوق الإنسان في جميع أنحاء القارة الأمريكية». وأدار برنامجًا رئيسيًا هو مشروع شهادات غوانتانامو الذي جُمع من مصادر عامة شهادات أولئك المتورطين في معتقل غوانتانامو، بدءًا من السجناء إلى الحراس، وعملاء مكتب التحقيقات الفيدرالي، وعلماء النفس العسكريين، وعلماء الأعصاب من مشروع التعذيب النفسي، الذي حقق في البيولوجيا العصبية للتعذيب النفسي.
كان المركز بارزًا في أبحاثه حول معتقل غوانتانامو، كان من أشهر القضايا التي أثارها إعلانه بأن معتقل خليج غوانتانامو يحتجز 12 طفلاً، أي أكثر بأربعة أطفال مما كانت تصرح به الولايات المتحدة في ذلك الوقت، ثم 15 طفلاً، أي أكثر بثلاثة أطفال مما كانت تدعي الولايات المتحدة في ذلك الوقت. ودعا المركز مرارًا وتكرارًا إلى إجراء تحقيق عام في سياسات وممارسات الاحتجاز الأمريكية بعد 11 سبتمبر.

## وصلات خارجية
- الموقع الرسمي